# Retrô Futebol Clube Brasil
El Retrô Futebol Clube Brasil, conocido también como Retrô, Retrô F.C o Retrô F.C Brasil como su acrónimo RET, es un equipo de fútbol de Brasil que juega en el Campeonato Brasileño de Serie C, la tercera división nacional, y en el Campeonato Pernambucano, la primera división del estado de Pernambuco. En la temporada 2024 de la Serie D brasileña salió campeón venciendo en la final al Anápolis Futebol Clube de Goiás.

## Historia
Fue fundado el 15 de febrero de 2016 en el municipio de Camaragibe con la idea de ser un equipo formador aunque sea conocido como equipo millonario, ya que cuenta con dos de los más grandes centros de entrenamiento del noreste de Brasil; uno de ellos fue utilizado por selección nacional juvenil y el otro usado por el CSA.
El club se vuelve profesional en 2019 y participa en la segunda división estatal en la que terminó en segundo lugar y obtiene el ascenso al Campeonato Pernambucano para la temporada 2020. En su primera temporada en la primera división estatal termina en quinto lugar, obteniendo la clasificación a la Copa de Brasil y al Campeonato Brasileño de Serie D en 2021, la que es su primera participación en un torneo nacional.
En la Copa de Brasil 2021 supera en la primera ronda al Brusque del estado de Santa Catarina por 1-0 y es eliminado en la segunda ronda por el Corinthians del estado de Sao Paulo en penales tras terminar empatados 1-1. En la Serie D supera la primera ronda como cuarto lugar de su grupo pero es eliminado en la segunda ronda por el ABC del Estado de Río Grande del Norte por marcador global de 3-4 y termina en el lugar 32 de la clasificación general. En el Campeonato Pernambucano, terminó en séptima posición, clasificando a la Serie D y Copa do Nordeste del año siguiente.
En la Copa do Nordeste 2022 cayó eliminado en primera ronda tras perder 3-2 de visita ante Moto Club. En el Campeonato Pernambucano realizó su mejor campaña hasta el momento, en primera fase terminó en primer lugar, lo cual lo clasificó directamente a las semifinales. En semifinales venció 1-0 a Salgueiro, en la final se enfrentó a Náutico, al cual vencería 1-0 en la ida, aunque en la vuelta perdió por el mismo resultado, por lo cual se fueron a tanda de penales, donde caería por 4-2, quedando subcampeón por primera vez. En la Serie D fue ubicado en el grupo 3, donde quedaría en primer lugar tras hacer 33 puntos en 14 partidos jugados. En segunda fase se enfrentó al Santa Cruz, equipo que lo eliminaría tras perder 2-1 en el marcador global.
Ganó la Serie D en 2024 y ascendió a Serie C